# Gholamreza Rezaei
Gholamreza Rezaei (en persa: غلامرضا رضایی‎, Shiraz, Fars, 6 de agosto de 1984) es un exfutbolista iraní que jugaba en las posiciones de extremo y delantero.

## Carrera

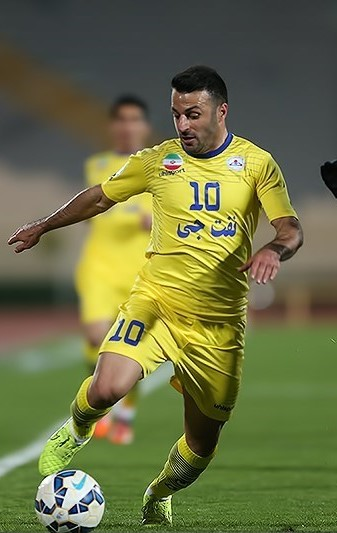
Gholamreza Rezaei con el Naft Tehran en 2015.

### Club
| Periodo   | Club               | País | Apariciones | Goles |
| --------- | ------------------ | ---- | ----------- | ----- |
| 2004–2007 | Fajr Sepasi FC     | Irán | 75          | 11    |
| 2007–2009 | Saba Battery FC    | Irán | 59          | 12    |
| 2009–2010 | Foolad FC          | Irán | 17          | 7     |
| 2010–2013 | Persepolis FC      | Irán | 54          | 10    |
| 2013–2014 | Foolad FC          | Irán | 14          | 0     |
| 2014–2015 | Naft Tehran FC     | Irán | 25          | 5     |
| 2015–2017 | Saipa FC           | Irán | 54          | 8     |
| 2017–2018 | Sepidrood Rasht SC | Irán | 4           | 0     |

### Selección nacional
Jugó para Irán en 50 ocasiones de 2008 a 2013 y anotó 11 goles; participó en la Copa Asiática 2011 y en los Juegos Asiáticos de 2010.

## Logros

### Club
- Iran Pro League (1): 2013-14
- Copa Hazfi (1): 2010-11

### Selección nacional
- Campeonato de la WAFF (1): 2008

## Estadísticas

### Goles con selección nacional
| #  | Fecha      | Sede                                          | Rival     | Marcador | Resultado | Torneo                                               |
| -- | ---------- | --------------------------------------------- | --------- | -------- | --------- | ---------------------------------------------------- |
| 1  | 25-5-2008  | Estadio Azadi, Teherán                        | Zambia    | 2–0      | 3–2       | Amistoso                                             |
| 2  | 14-6-2008  | Estadio Abbasiyyin, Damasco                   | Siria     | 1–0      | 2–0       | Clasificación para la Copa Mundial de Fútbol de 2010 |
| 3  | 22-6-2008  | Estadio Azadi, Teherán                        | Kuwait    | 2–0      | 2–0       | Clasificación para la Copa Mundial de Fútbol de 2010 |
| 4  | 7-8-2008   | Estadio Takhti, Teherán                       | Palestina | 2–0      | 3–0       | Campeonato de la WAFF 2008                           |
| 5  | 13-8-2008  | Estadio Takhti, Teherán                       | Siria     | 2–0      | 2–0       | Campeonato de la WAFF 2008                           |
| 6  | 9-11-2008  | Estadio Internacional Jalifa, Doha            | Catar     | 1–0      | 1–0       | Amistoso                                             |
| 7  | 14-1-2009  | Estadio Azadi, Teherán                        | Singapur  | 3–0      | 6–0       | Clasificación para la Copa Asiática 2011             |
| 8  | 6-1-2010   | Antiguo Estadio Nacional de Singapur, Kallang | Singapur  | 3–1      | 3–1       | Clasificación para la Copa Asiática 2011             |
| 9  | 11-1-2011  | Estadio Áhmad bin Ali, Rayán                  | Irak      | 1–1      | 2–1       | Copa Asiática 2011                                   |
| 10 | 11-10-2011 | Estadio Azadi, Teherán                        | Baréin    | 6–0      | 6–0       | Clasificación para la Copa Mundial de Fútbol de 2014 |
| 11 | 15-11-2011 | Estadio Gelora Bung Karno, Yakarta            | Indonesia | 3–0      | 4–1       | Clasificación para la Copa Mundial de Fútbol de 2014 |